# Stettin (isbryder)
SS Stettin er en isbryder (dampskib) fra Stettin (Stettiner Oderwerke AG), 1933. Nu i Hamburg.
- Stettin i Rostock
- Stettin i Szczecin, Polen
- Stettin i Kielerkanalen